# Riekophlebia
Riekophlebia is een geslacht van haften (Ephemeroptera) uit de familie Leptophlebiidae.

## Soorten
Het geslacht Riekophlebia omvat de volgende soorten:
- Riekophlebia crocina